# Липецька сільська рада (Подільський район)
Липецька сільська́ ра́да — колишня адміністративно-територіальна одиниця та орган місцевого самоврядування в Котовському районі Одеської області. Адміністративний центр — село Липецьке.

## Загальні відомості
Липецька сільська рада утворена в 1920 році.
- Територія ради: 109,98 км²
- Населення ради: 3 842 особи (станом на 2001 рік)

## Населені пункти
Сільській раді підпорядковані населені пункти:
- с. Липецьке
- с. Казбеки

## Населення
Згідно з переписом УРСР 1989 року чисельність наявного населення сільської ради становила 4751 особа, з яких 2084 чоловіки та 2667 жінок.
За переписом населення України 2001 року в сільській раді мешкали 3842 особи.

### Мова
Розподіл населення за рідною мовою за даними перепису 2001 року:
| Мова       | Відсоток |
| ---------- | -------- |
| молдовська | 89,51 %  |
| російська  | 5,49 %   |
| українська | 4,69 %   |
| болгарська | 0,13 %   |
| вірменська | 0,03 %   |
| гагаузька  | 0,03 %   |

## Склад ради
Рада складалася з 20 депутатів та голови.
- Голова ради:
- Секретар ради: Бурлака Валентина Павлівна

### Керівний склад попередніх скликань
| Прізвище, ім'я, по батькові | Основні відомості                                            | Дата обрання | Дата звільнення |
| --------------------------- | ------------------------------------------------------------ | ------------ | --------------- |
| Тинкован Раїса Іллівна      | Сільський голова, 1960 року народження, член Партії регіонів | 26.03.2006   | 31.10.2010      |

Примітка: таблиця складена за даними сайту Верховної Ради України

### Депутати
За результатами місцевих виборів 2010 року депутатами ради стали:

#### За суб'єктами висування
| Суб'єкт висування                                       | Кількість обраних депутатів | %  |
| ------------------------------------------------------- | --------------------------- | -- |
| Партія регіонів                                         | 17                          | 85 |
| Народна партія                                          | 1                           | 5  |
| Політична партія Всеукраїнське об'єднання «Батьківщина» | 1                           | 5  |
| Самовисування                                           | 1                           | 5  |

#### За округами
| № округу                                                | Прізвище, ім'я, по батькові      | Дата визнання обраним | Освіта  | Партійна приналежність | Відомості про обраного депутата                               |
| ------------------------------------------------------- | -------------------------------- | --------------------- | ------- | ---------------------- | ------------------------------------------------------------- |
| Народна Партія                                          |                                  |                       |         |                        |                                                               |
| 2                                                       | Дашкова Марія Іллівна            | 04.11.2010            | середня | член Народної партії   | пенсіонер                                                     |
| Партія регіонів                                         |                                  |                       |         |                        |                                                               |
| 1                                                       | Тінкован Олена Іллінічна         | 04.11.2010            | вища    | член Партії регіонів   | тимчасово не працює                                           |
| 3                                                       | Кіртока Василь Александрович     | 04.11.2010            | вища    | позапартійний          | Перший Одеський загін відомчої воєнізованої охорони, стрілець |
| 5                                                       | Тінкован Сергій Іванович         | 04.11.2010            | вища    | позапартійний          | будинок культури с. Липецьке, директор                        |
| 6                                                       | Гавоза Наталія Дмитрівна         | 04.11.2010            | вища    | позапартійна           | центр соціальних служб для сім'ї, дітей та молоді, спеціаліст |
| 7                                                       | Корня Альбіна Михайлівна         | 04.11.2010            | вища    | позапартійна           | Липецька загальнососвітня школа І-ІІІ ст., вчитель            |
| 8                                                       | Лунгул Любов Іванівна            | 04.11.2010            | середня | позапартійна           | бібліотека с. Липецьке, бібліотекар                           |
| 9                                                       | Дерордіца Олександр Семенович    | 04.11.2010            | вища    | позапартійний          | Липецька дільниця ветеринарної медицини, ветлікар             |
| 10                                                      | Лунгул Людмила Іванівна          | 04.11.2010            | середня | позапартійна           | бібліотека с. Липецьке, бібліотекар                           |
| 11                                                      | Дашков Андрій Іванович           | 04.11.2010            | середня | позапартійний          | приватне підприємство «Росинка», водій                        |
| 12                                                      | Шитра Валентина Іванівна         | 04.11.2010            | вища    | член Партії регіонів   | сільський клуб, с. Липецьке, завідувачка                      |
| 13                                                      | Балтян Семен Трохимович          | 04.11.2010            | вища    | позапартійний          | агрофірма «Нива», головний інженер                            |
| 14                                                      | Бурлака Валентина Павлівна       | 04.11.2010            | середня | позапартійна           | Липецька сільська рада, секретар                              |
| 15                                                      | Базга Василь Антонович           | 04.11.2010            | вища    | член Партії регіонів   | приватне підприємство «Світлана», директор                    |
| 16                                                      | Урсул Інга Іванівна              | 04.11.2010            | вища    | позапартійна           | бібліотека с. Липецке, завідувачка                            |
| 17                                                      | Мірзак Лариса Федорівна          | 04.11.2010            | вища    | член Партії регіонів   | Липецька сільська рада, головний бухгалтер                    |
| 19                                                      | Унтілова Лариса Олександрівна    | 04.11.2010            | вища    | позапартійна           | приватне підприємство «Унтілов», економіст                    |
| 20                                                      | Корня Віталій Володимирович      | 04.11.2010            | вища    | позапартійний          | пенсіонер                                                     |
| Політична партія Всеукраїнське об'єднання «Батьківщина» |                                  |                       |         |                        |                                                               |
| 18                                                      | Чепельчук Григорій Олександрович | 04.11.2010            | вища    | позапартійний          | пенсіонер                                                     |
| Самовисування                                           |                                  |                       |         |                        |                                                               |
| 4                                                       | Унтілов Петро Афанасійович       | 04.11.2010            | вища    | позапартійний          | приватне підприємство «Унтілов», директор                     |